# Rok Biček
Rok Biček, slovenski filmski režiser, * 17. oktober 1985, Novo mesto.
Biček je diplomiral na Akademiji za gledališče, radio, film in televizijo v Ljubljani iz filmske in televizijske režije. Oba njegova celovečerna filma, Razredni sovražnik iz leta 2013 in Družina iz leta 2017, sta prejela nagrado vesna za najboljši film na Festivalu slovenskega filma, Razredni sovražnik je bil tudi slovenski kandidat za oskarja za najboljši tujejezični film. 2020 je za film Družina prejel tudi nagrado Prešernovega sklada. 

## Režija
- PoEtika 2004: Življenje (2004, kratki igrani film)
- Družina (2017, celovečerni dokumentarni film)
- Razredni sovražnik (2013, celovečerni igrani film)
- Nevidni prah (2010)
- Lov na race (2009)
- Dan v Benetkah (2008, kratki igrani film)